# جان باتيست أندريا
جان باتيست أندريا (بالفرنسية: Jean-Baptiste Andrea)‏ (مواليد 4 أبريل 1971 في سن جرمن آن له في فرنسا)، هو كاتب روائي وكاتب سيناريو ومُخرج فرنسي. فاز عام 2023 بجائزة غونكور الأدبية الفرنسية عن روايته «“أعتني بها” Veiller sur elle».

## من مؤلفاته
- رواية: «“أعتني بها” Veiller sur elle» وهي عبارة عن قصة حب في زمن الفاشية.

## الجوائز
- 2023: جائزة غونكور.

## وصلات خارجية
- جان باتيست أندريا على موقع IMDb (الإنجليزية)
- جان باتيست أندريا على موقع ألو سيني (الفرنسية)
- جان باتيست أندريا على موقع أول موفي (الإنجليزية)
- جان باتيست أندريا على موقع قاعدة بيانات الأفلام السويدية (السويدية)
- جان باتيست أندريا على موقع قاعدة بيانات الفيلم (الإنجليزية)
- جان باتيست أندريا على موقع كينوبويسك (الروسية)